# لافتة

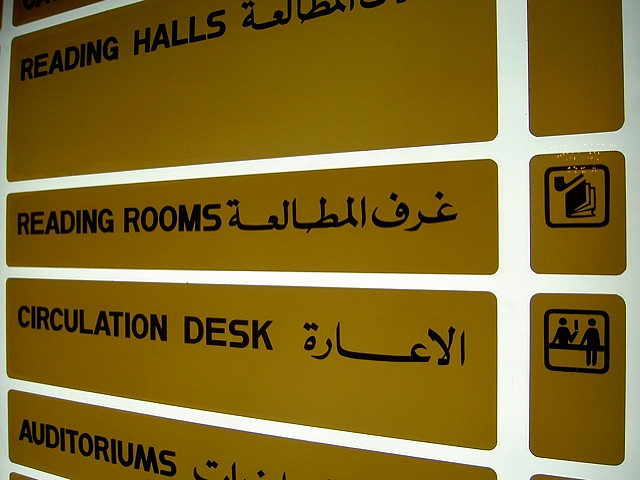
لافتة إرشادية في إحدى مكتبات دمشق، سوريا.

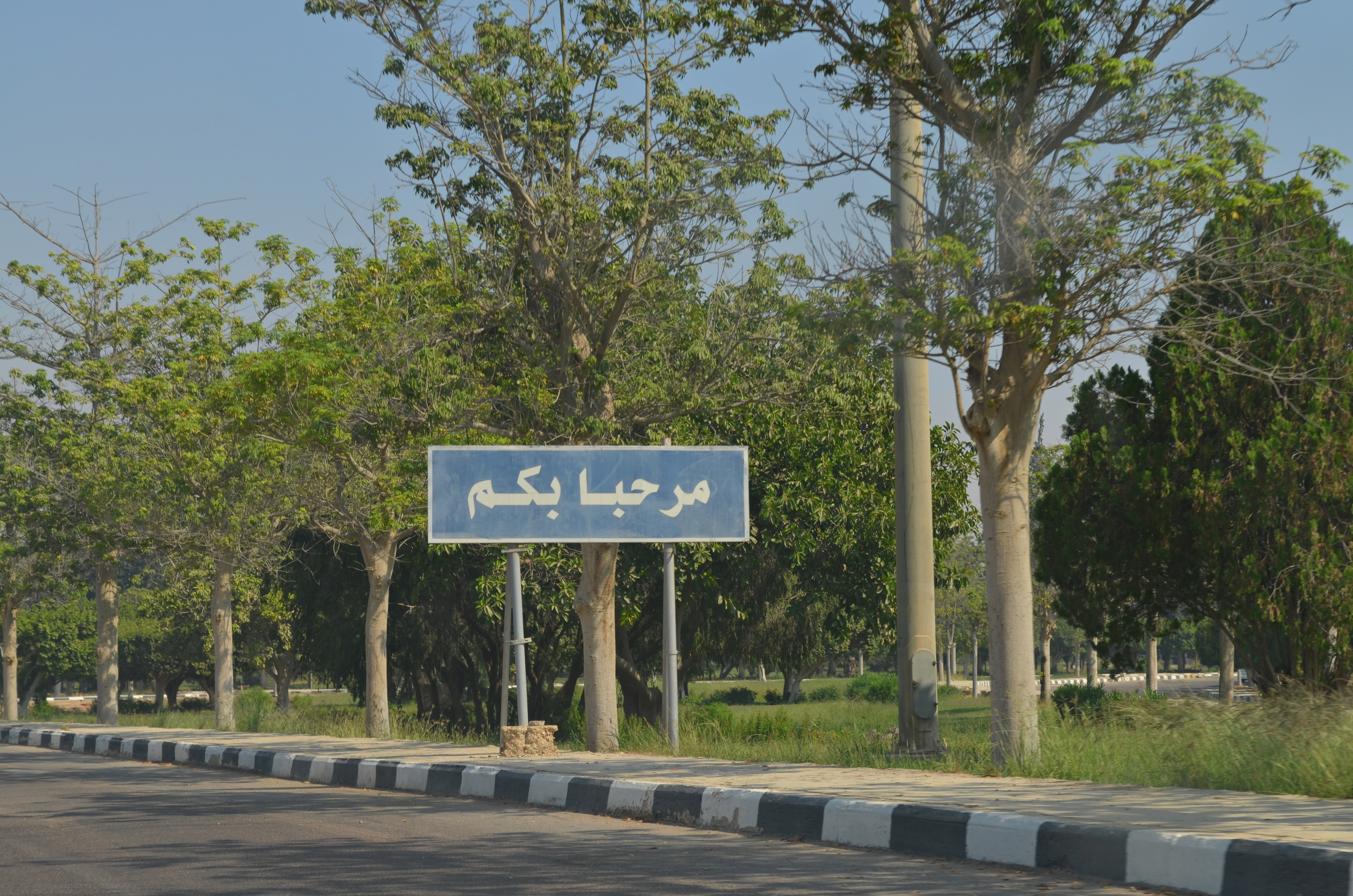
لافتة ترحيبيّة بمدينة السادات، مصر.

لافتة إرشادية إعلانية مرورية ترحيبية حجرية بمدخل مدينة المضيق بشمال المغرب

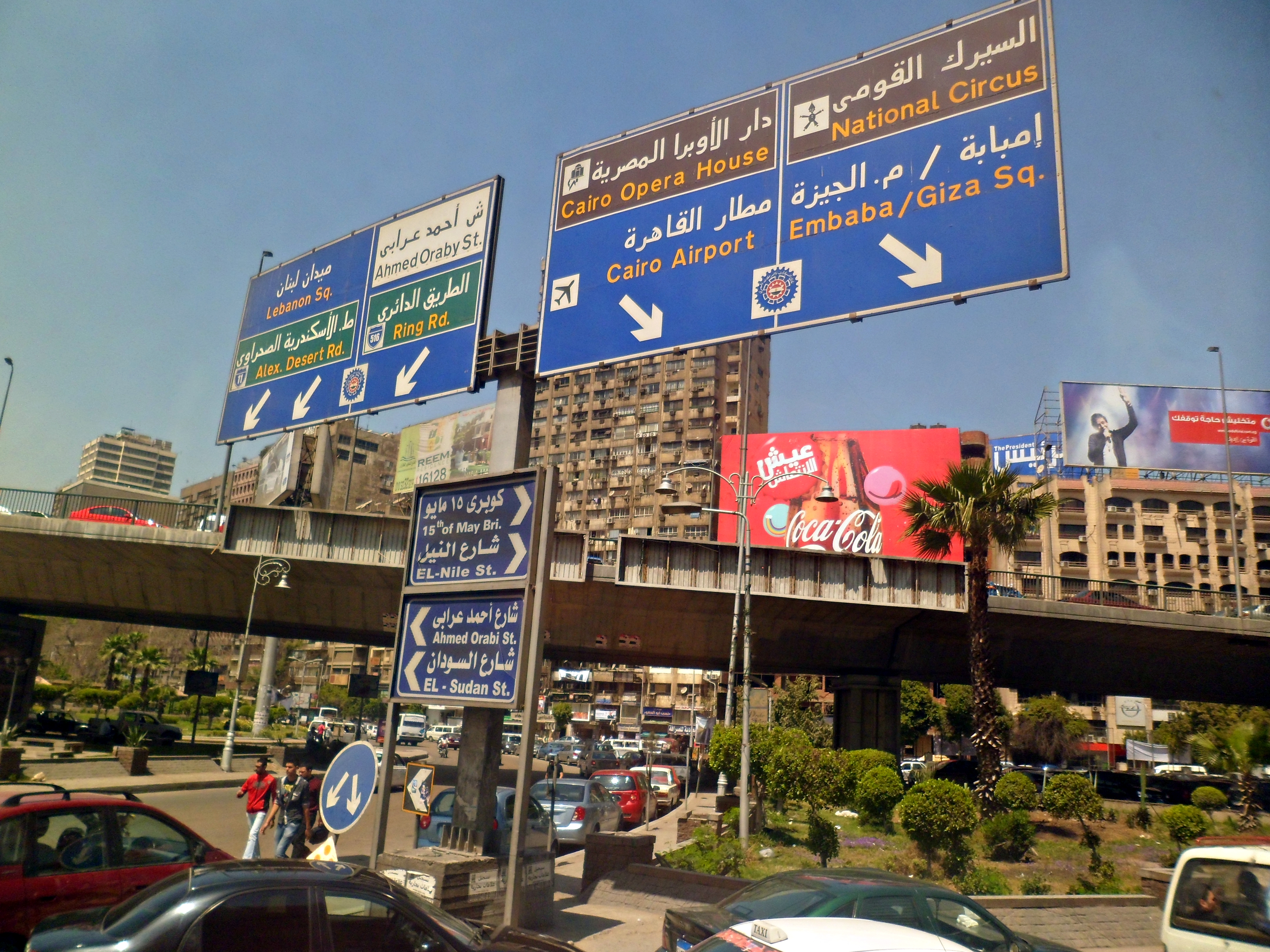
لافتات إرشادية وإعلانية بمدينة الجيزة، مصر

اللافتة صورة أو علامة مميزة للدلالة على شيء معين. قد تكون لغرض الإرشاد أو الإعلان أو أغراض أخرى على حسب المكان الموضوعة فيه. وقد تكون مكتوبة أو مُصَوَّرَة أو الاثنين معاً.